# Tenedos brescoviti
Tenedos brescoviti là một loài nhện trong họ Zodariidae.
Loài này thuộc chi Tenedos. Tenedos brescoviti được Rudy Jocqué & Léon Baert miêu tả năm 2002.